# Antonio Rotta (Maler)
Antonio Rotta (* 28. Februar 1828 in Gorizia; † 10. September 1903 in Venedig) war ein italienischer Genremaler.

## Leben
Rotta war der Sohn der Kaffeeverkäufer Antonio Lodovico und Gioseffa Stubel aus der Gegend von Corno. Mit dreizehn Jahren schrieb er sich an der Accademia di belle arti di Venezia ein. Dort war er Schüler von Odorico Politi und Ludovico Lipparini.
Rotta heiratete eine Tochter des Malers Lattanzio Querena. Ihr gemeinsamer Sohn war Silvio Giulio Rotta (1853–1913).
In den 1850er und 1860er Jahren nimmt Rotta an venezianischen Ausstellungen teil, so im August 1863 mit einem Bacchanal auf dem Lido von 1700 (im Auftrag der Grafen Papadopoli) und macht sich auf Ausstellungen in Verona, Mailand und den Promotrici delle Belle Arti in Turin einen Namen. Dort war er „sehr erfolgreich und trug dazu bei, jene Szenen aus dem Genreleben zu etablieren, die mit ihrer Detailgenauigkeit und ihrem mitleidigen Ton den Geschmack der Liebhaber aus Savoyen und dem Ausland trafen und sich gut verkauften“. Rottas Arbeiten fanden in Form von Lithographien nach seinen Werken weite Verbreitung.
Rotta wurde zum Mitglied der Accademia Reale di Belle Arti in Venedig ernannt und erlangte Anfang der 1870er Jahre eine gewisse internationale Sichtbarkeit, zunächst in Österreich, wo er 1871 an der Ausstellung des Wiener Kunstvereins und 1873 an der Weltausstellung Wien teilnahm und dann in Frankreich bei der Weltausstellung Paris 1878. 1898 nahm er mit seinem Gemälde Stella di mare an der Ausstellung italienischer Malerei und Skulptur in St. Petersburg teil. 1887 wurde Rotta in die Auswahlkommission der Nationalen Kunstausstellung aufgenommen, die in diesem Jahr in Venedig stattfand.
Rotta war ein Vertreter der venezianischen Genremalerei, wobei er meist Volks- und Lagunenthemen behandelte, gelegentlich aber auch sakrale wie Der Samariter oder historische (z. B. Franz I. von Frankreich mit seiner Schwester). Zu seinen besten Werken werden die in 1860er und 1870er Jahren geschaffenen Gemälde Prime illusioni (Erste Illusionen), Il ciabattino (Der Schuster) und L'ubriaco (Der Betrunkene) und Bambina in culla che gioca con una farfalla (Kleines Mädchen in der Wiege, das mit einem Schmetterling spielt) gezählt. Das zeitgenössische Biographische Lexikon des Kaiserthums Oesterreich zählt Rotta 1870 „zu den besseren italienischen Genremalern der Gegenwart“ stellt aber einen „Mangel an Ideen“ fest „der sich bei Wahl seiner Objecte nur zu sehr bemerkbar“ mache und den er durch eine „sorgfältige Behandlung, die in der That nichts zu wünschen übrig“ lasse, verdecke. Fast dreißig Jahre nach Rottas Tod waren zwei seiner Werke in einer Ausstellung zu „Dreißig Jahren Venezianischer Kunst (1870-1900)“ vertreten, die im Rahmen der 18. Biennale 1932 stattfand.

## Auszeichnungen
- 1853 Preis der Venezianischen Kunstakademie für Tizian unterrichtet Irene von Spilimberg in der Malerei[2]
- 1855 Preis Priuli der Mailänder Kunstausstellung für Graf Justinio Recanati bietet sich zu Treviso im Jahre 1797 Bonaparte als Geisel an[2]
- 1873 Verdienstmedaille auf der Weltausstellung in Wien[1]

## Museen
- La morte del pulcino, 1878, Museo d’arte moderna e contemporanea di Trento e Rovereto
- Il bambino devoto, 1885, Milwaukee Art Museum, Vereinigte Staaten von Amerika[3]
- Il caso senza speranza, Walters Art Museum[4], Vereinigte Staaten von Amerika
- Museo Revoltella – Galleria d’Arte Moderna, Triest
- La cura del cane, Museum der Stiftung der Sparkasse von Gorizia[5]

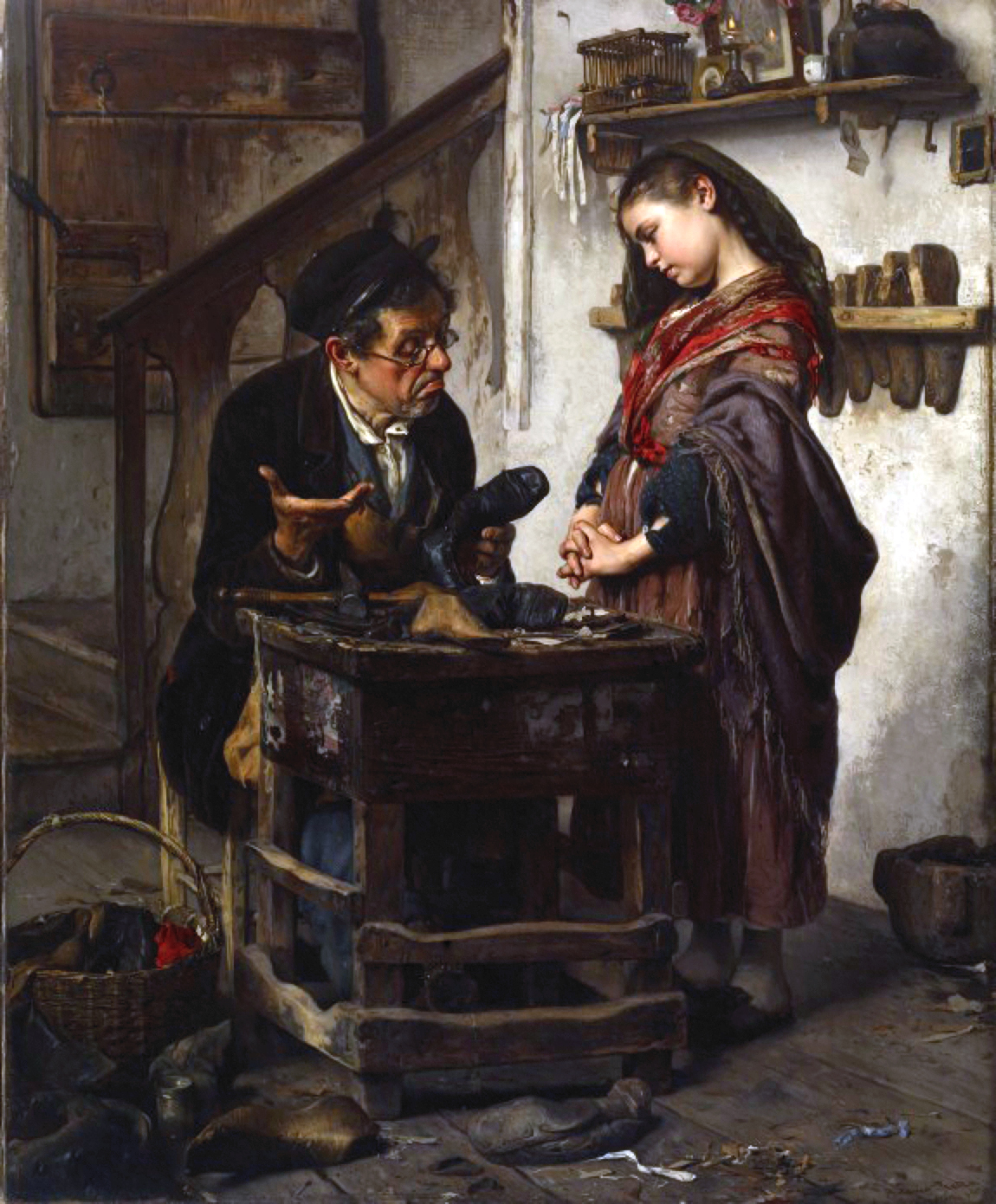
Il caso senza speranza (Der hoffnungslose Fall)
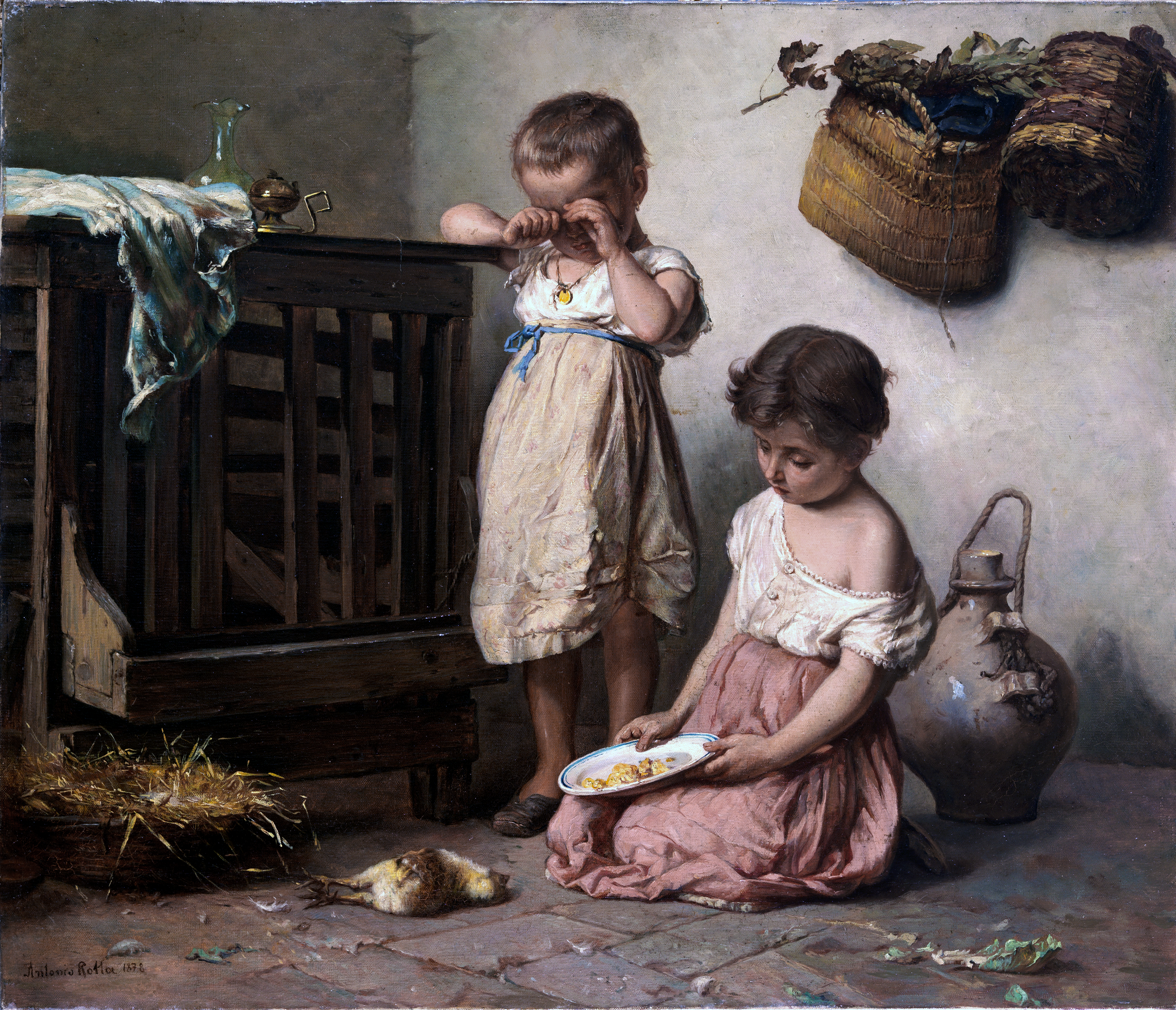
La morte del pulcino (Der Tod des Huhns)
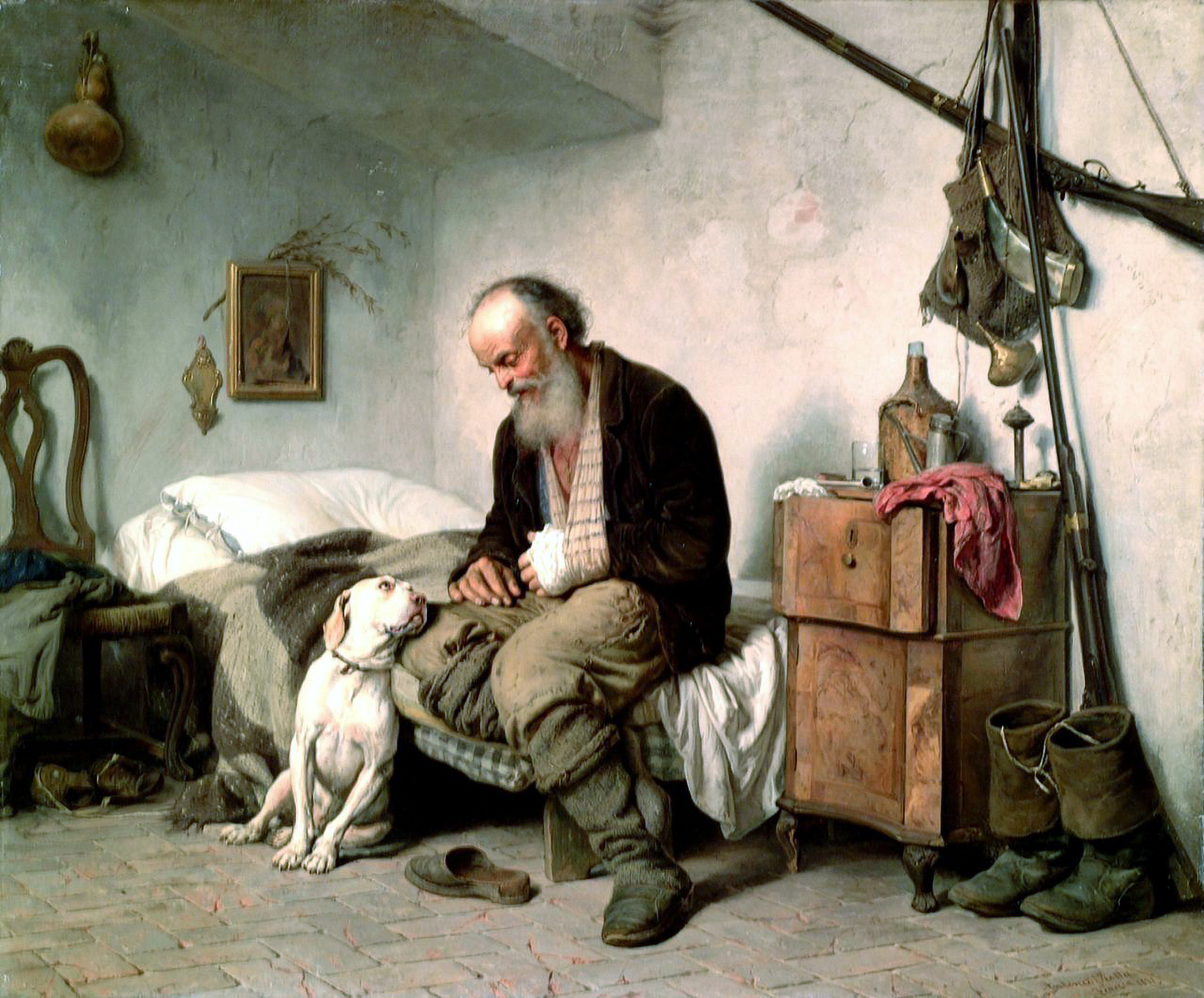
Un uomo ed il suo cane (Ein Mann und sein Hund)